# Brama Kluskowa we Wrocławiu

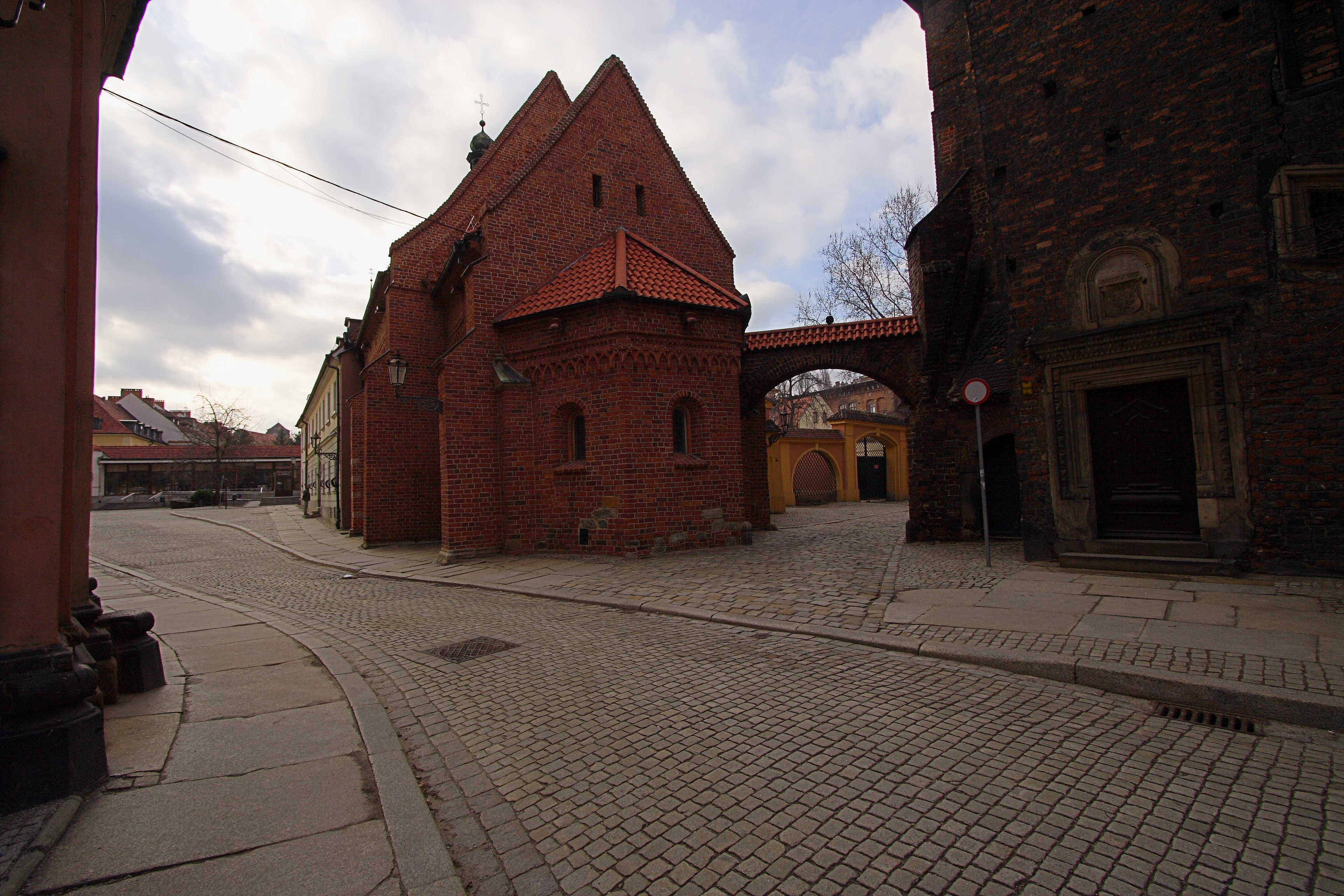
Kościół św. Idziego i Brama Kluskowa

Brama Kluskowa we Wrocławiu (niem. Klösseltor) – zabytkowa brama położona na łuku bramy między kościołem św. Idziego i Domem Kapituły.

## Legenda
Z „Bramą Kluskową” wiąże się legenda, według której kiedyś w podwrocławskiej miejscowości Zielony Dąb (obecnie osiedle Dąbie we Wrocławiu) mieszkał chłop Konrad z żoną Agnieszką. Cenił kuchnię swojej żony, a szczególnie kluski śląskie, z których słynęła w okolicy. Gdy Agnieszka zmarła na dżumę, Konrad z rozpaczy nie jadł i chudł w oczach, jednak żadna z kobiet nie zdołała przekonać go do swojej kuchni. Pewnego razu ukazała mu się we śnie zmarła żona i obiecała mu codziennie dostarczać porcję klusek, pod warunkiem, że na dnie garnka pozostawi zawsze jedną kluskę. Po obudzeniu chłop zobaczył obok siebie garnek z kluskami i próbował zjeść całą zawartość. Ostatnia kluska uciekała ciągle z powrotem do kociołka aż w końcu po kolejnej próbie zjedzenia przez mężczyznę uciekła przed nim na szczyt arkady bramy, gdzie momentalnie skamieniała. Natomiast garnek już nie napełniał się w magiczny sposób.
W bramie widoczny jest wystający element, identyfikowany z legendarną kluską. Jest to prawdopodobnie element ozdobny pochodzący z materiału rozbiórkowego z wcześniej budowli.